# پیمان لاتران
پیمان لاتران (ایتالیایی: Patti Lateranensi; لاتین: Pacta Lateranensia) پیمان و موافقت‌نامه‌ای بود که در ۱۱ فوریهٔ ۱۹۲۹ میلادی بین پادشاهی ایتالیا و سریر مقدس منعقد شد و به‌دلیل آنکه در کاخ لاتران منعقد شده‌بود، به این نام، نام‌گذاری شد. پارلمان ایتالیا نیز در ۷ ژوئن ۱۹۲۹ میلادی این پیمان را تصویب کرد. این پیمان در دورهٔ حکومت فاشیست‌ها در ایتالیا منعقد شده‌بود ولی حکومت‌های دموکراتیک پس از آن نیز این پیمان را محترم شده و آن را به‌رسمیت شناختند. به‌موجب این پیمان، واتیکان کشوری مستقل شناخته‌شد و بنیتو موسولینی موافقت کرد که همهٔ عواید کلیساهای ایتالیا نیز به واتیکان پرداخت شوند. در سال ۱۹۴۷ میلادی، در دورهٔ حکومت دموکراتیک ایتالیا، پیمان لاتران به قانون اساسی ایتالیا افزوده‌شد.